# Serhat
Ahmet Serhat Hacıpaşa oıouğlu (Estambul, Turquia; 24 de outubro de 1964), conhecido como Serhat, é um cantor, produtor e presentador de televisão turco.
Nascido e criado em Estambul, Serhat começou sua carreira como produtor estabelecendo sua própria companhia, End Productions, em 1994. No mesmo ano, começou também a produzir e apresentar um concurso em TRT chamado Riziko! (versão turca do concurso americano Jeopardy!). Em 1997, com seu primeiro singelo , "Rüya-Ben Bir Daha" começou sua carreira musical. Além de seus outros trabalhos como presentador e produtor, continuou sua carreira musical e gravou "Total Disguise" (dúo com Viktor Lazlo) em 2004, "Chocolate Flavour" em 2005, "I Was So Lonely", "Não Não Never (Moscow-Istanbul)" e "Já + Ti" (versão russa de "Total Disguise", três canções foram dúos com Tamara Gverdsiteli) em 2008 e "Je m'adore" in 2014.
Representou a San Marinho no Festival da Canção de Eurovisión 2016 em Estocolmo, interpretando a canção "I Didn't Know" na primeira semi final de Eurovision, ainda que sem sucesso para qualificar para a final. No 2017 foi publicada a versão disco da canção em dueto com Martha Wash, a qual atingiu o lugar 25° na lista de Dance Clube Songs, fazendo que Serhat fosse o primeiro cantor turco que aparecesse nela. No 2018 foi publicada uma nova versão de "Total Disguise" em dueto com Helena Paparizou. O 21 de janeiro do 2019 anunciou-se que novamente representaria a San Marinho no Festival da Canção de Eurovisión 2019, em Tel Aviv.

## Primeiros anos e formação
Serhat nasceu o 24 de outubro do 1964, em Estambul, Turquia. Seu pai, İsmail Hakkı, foi um oficial naval que nasceu em Trabzon onde sua mãe nasceu, também. Assistiu a uma escola primária em İcadiye, Üsküdar, e depois e depois à Escola Secundária Alemã Privada (İstanbul Özel Alman Lisesi) em Beyoğlu, Estambul. Se graduó na Faculdade de Odontología de Universidade de Estambul, em 1988. Em 1990, dois meses de serviço militar obrigatório, em Burdur.

## Carreira

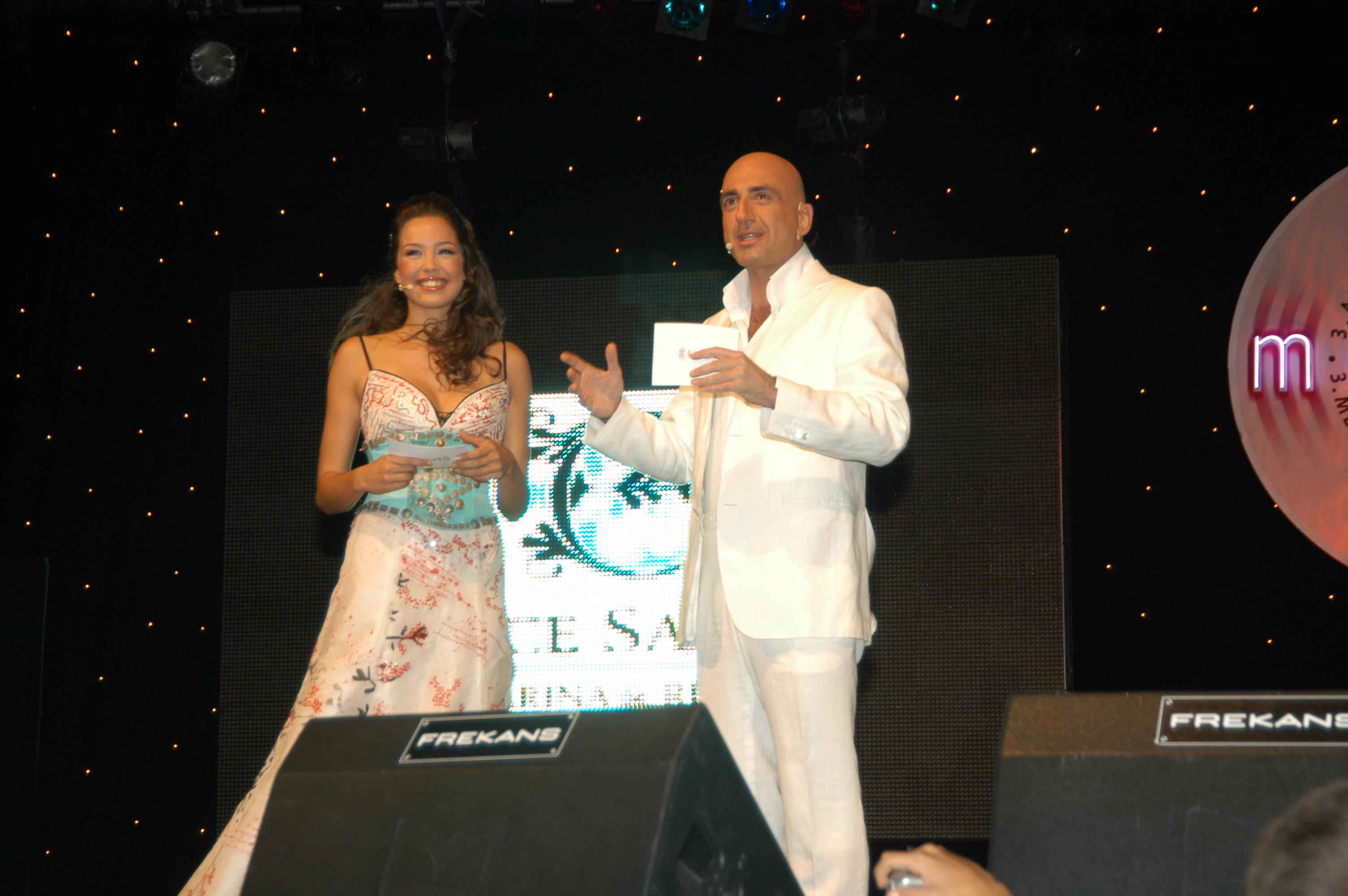
Azra Akın (esquerda) e Serhat no 2004 Megahit-International Mediterranean Song Contest.

### Televisão e eventos
Em 1994, Serhat estabeleceu sua própria produtora, End Productions. após um acordo com TRT, a Companhia converteu-se em produtora do concurso chamado Riziko!, versão turca do concurso americano Jeopardy!. Serhat foi também o presentador do concurso que começou a se emitir no 3 de outubro de 1994. Em 1995, recebeu dois prêmios Borboleta de Ouro (turco: Altın Kelebek), um como "Melhor Presentador do Ano" e outro como "Melhor Concurso do Ano" por Riziko!. Em 1996, voltou a receber o prêmio ao "Melhor Concurso do Ano". O programa durou mais de 430 capítulos e acabou no final do 1996. Um concurso de nome Hedef 4 (versão turca de Connect Four) que saiu em antena em TRT 1, em 1996 foi produzida por End Productions. Em 1997, começou a produzir o Concurso Altına Hücum (versão turca de Meças Touch) para o Kanal 6 que concluiu após 72 emissões no mesmo ano. Em 1998, Riziko! voltou à televisão e esteve em antena no Kanal 7 apresentado por Serhat. No mesmo ano, Hedef 4 saiu a antena em Kanal 7 também e acabou no ano seguinte. Riziko! terminou em 1999 e no mesmo ano Serhat começou a apresentar uma tertulia televisiva em Kanal 7 telefonema Serhat'a Rizikosuz que terminou após seis emissões. Após uns meses, Riziko! voltou ao Kanal 7 no 2000 e continuou com 65 emissões. Em setembro de 2005, Serhat copresento o espectáculo de TV Kalimerhaba com Katerina Moutsatsou, um concurso que foi produzido por End Productions. Ao final do 2009, Serhat criou uma orquestra de dance "Caprice the Show" com 18 músicos e levou a cabo muitas representações nos anos seguintes.
Com sua Companhia, organiza também alguns eventos anuais tais como o Concurso de Música de Liceos (Liselerarası Müzik Yarışması, 1998–presente), o Megahit-International Mediterranean Song Contest (Megahit-Uluslararası Akdeniz Şarkı Yarışması, 2002-2004) e Dance Marathon (Dans Maratonu, competição de dance entre liceos ou universidades por separado, 2009–presente).

### Carreira musical

#### Começos
Começou sua carreira musical em 1997, com um singelo de duas canções "Rüya" e "Ben Bir Daha". In 2004, lançou seu segundo singelo titulado "Total Disguise" com o cantor francês Viktor Lazlo em dúo. A letra e música da canção foram escritas por Olcayto Ahmet Tuağsuz e a canção e a canção foi interpretada em inglês e francês. O singelo continha também várias versões remix da canção. No 2005 gravou a canção "Chocolate Flavor" e a canção foi publicada com "Total Disguise" como um singelo em Grécia.[carece de fontes?] Em 2008 colaborou com a cantora russa-georgina Tamara Gverdtsiteli e gravaram "I Was So Lonely", "Não, Não, Never (Moscow-Istanbul)", "Já + Ti" (versão russa de "Total Disguise"). Esta canção foi publicada como um singelo no álbum de Gverdtsiteli, Vozdushiy Potsyelui (2008).
Em 2014 Serhat começou a trabalhar em #o França e Alemanha. Sacou seu quinto singelo com uma canção em francês chamada "Je m'adore", com um video musical dirigido por Thierry Vergnes gravado em Paris. Atingiu o número 1 por 5 semanas em linha a bicha de Deutsche Dj Black/Pop Charts, número 1 em Black 30, número 2 em British Dance Charts, número 8 em French Dance Charts e número 9 em Swiss Dance Charts.
O 21 de janeiro do 2019 San Marinho RTV deu a conhecer que será novamente representado por ele, para o Festival da Canção de Eurovisión 2019 em Tel Aviv. No mesmo dia Serhat anunciou que esteve a trabalhar em seu primeiro álbum, o qual está pronto para ser publicado em abril do mesmo ano.

#### Festival da Canção de Eurovisão 2016

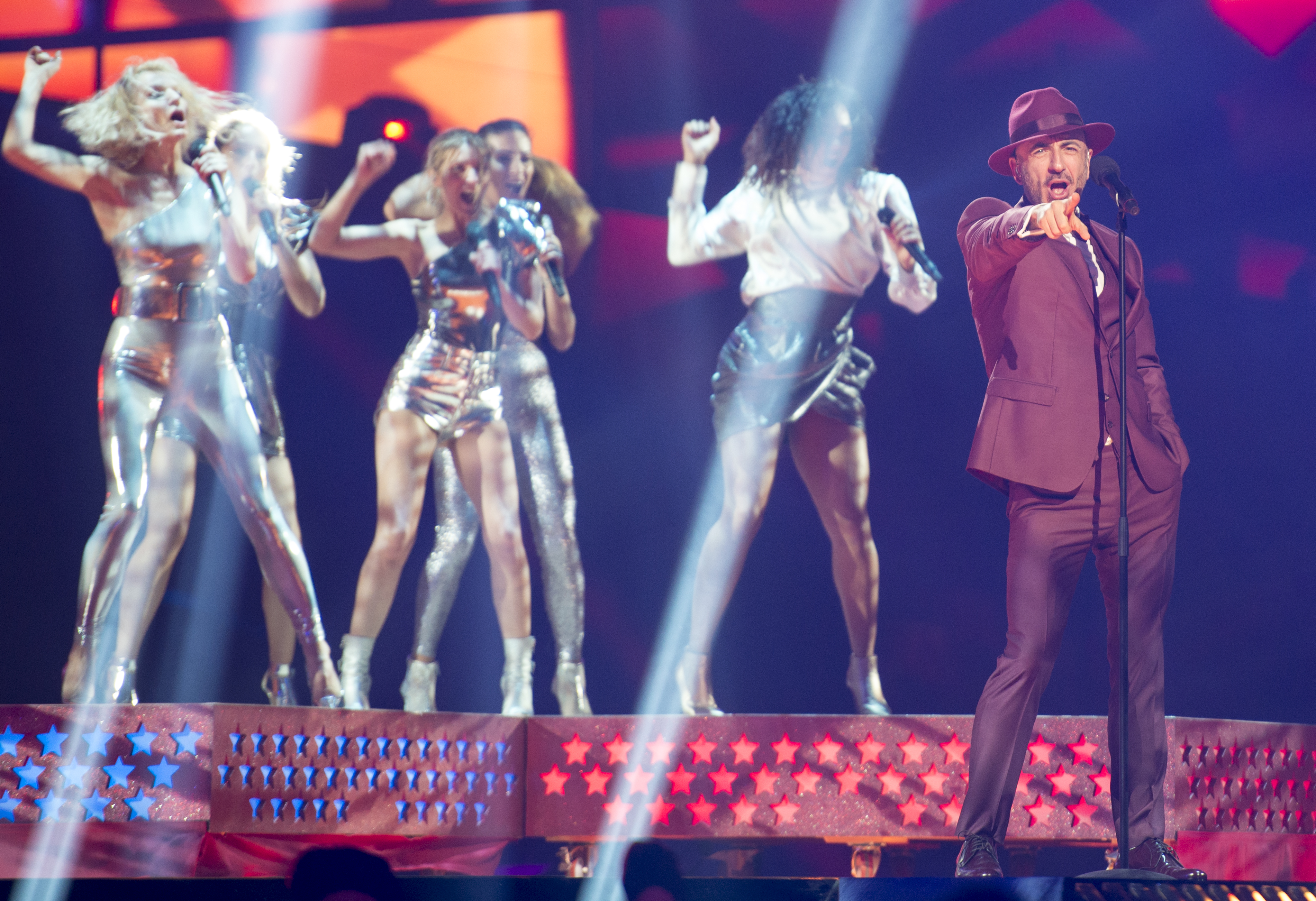
Serhat durante um ensaio dantes da primeira semifinal do Festival da Canção de Eurovisión 2016 (6 de maio de 2016).

O 12 de janeiro de 2016 San Marinho RTV anunciou que Serhat seria quem representaria a San Marinho no concurso Festival da Canção de Eurovisión 2016 em Estocolmo. O 9 de março do 2016, foi lançada a canção que ele interpretaria no concurso, "I Didn't Know". O 10 de maio do 2016 realizou seu performance na primeira semi final e fracassou para a final, ficando em 12° lugar. O 2 de novembro do 2017 "I Didn't Know”; a versão disco que fez em dueto com Martha Wash foi editada pelo músico sueco Johan Bejerholm e se publicou como um singelo junto com um novo video. A canção entrou com o 47° lugar à lista de Dance Clube Songs dos Estados Unidos e atingiu sua mais alta posição com o 25° lugar à quarta semana da lista. Com isso, Serhat se converteu no primeiro intérprete turco que figurou nela.

#### 2018 - presente: Helena Paparizou e Festival da Canção de Eurovisión 2019
Uma nova versão em dueto com Helena Paparizou de "Total Disguise", publicou-se o 22 de junho do 2018 por CAP-Sounds e o video saiu ao ar o 14 de setembro.